# Philoponella republicana
Philoponella republicana là một loài nhện trong họ Uloboridae.
Loài này thuộc chi Philoponella. Philoponella republicana được Eugène Simon miêu tả năm 1891.